# カルロス・パラシオス
カルロス・アロンソ・エンリケ・パラシオス・ヌニェス（Carlos Alonso Enrique Palacios Núñez , 2000年7月21日 - ）は、チリ・首都州レンカ出身のサッカー選手。CRヴァスコ・ダ・ガマ所属。ポジションはFW。

## クラブ経歴
9歳の時にサンティアゴ・モーニングのユースアカデミーに入所し、12歳の時にウニオン・エスパニョーラに加入。2017年シーズン終盤にトップチームに昇格。翌2018年シーズンにプロデビュー。2019年10月5日のウニベルシダ・デ・コンセプシオン戦でプロ初ゴールを記録。2020年シーズンは先発に定着した。

## 代表経歴
2020年11月に、2022 FIFAワールドカップ・南米予選のペルー戦とベネズエラ戦に、チリ代表初招集。17日のベネズエラ戦で後半31分に交代出場でフル代表デビューを果たすも、試合は1-2で敗れた。